# Frederico Mariath
Frederico Mariath fue un almirante de la armada del Imperio del Brasil que participó de la guerra con Argentina y algunos de los conflictos internos de su nación.

## Biografía

### Guerra del Brasil
El capitán de fragata Mariath fue encargado de la División estacionada en Colonia del Sacramento, compuesta por cuatro navíos, con el objetivo de defender esa plaza fortificada en coordinación con la guarnición de mil quinientos hombres al mando del Brigadier Manuel Jorge Rodrigues.
El 26 de febrero una flotilla argentina al mando del Almirante Guillermo Brown burló el bloque y se presentó ante Colonia. Las tropas y artillería de los buques brasileros fueron desembarcados para reforzar las baterías del fuerte. La acción se limitó a un cañoneo dado que el ataque que debían efectuar tropas orientales por tierra de manera coordinada no llegó a producirse.
Repelido el primer ataque, Mariath solicitó auxilio a Montevideo pero el comandante Vicealmirante Rodrigo Lobo no acudió. El 1.º de marzo Brown ensayó un nuevo asalto nocturno efectuado por cañoneras, pero fue repelido tras una sangrienta lucha en que las tropas argentinas tuvieron muchas bajas pero consiguieron destruir la capitana imperial, el Real Pedro.

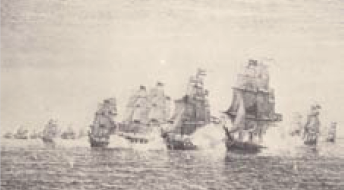
Combate de Lara-Quilmes.

Comandó el Brigue Caboclo, la Corbeta Maceió y la Fragata Nichteroy.
Destacó en la defensa de la Fragata Imperatriz el 26 de abril de 1826, en los combates del banco de Ortiz del 3 de mayo y Lara-Quilmes del 29 y 30 de junio, en la que junto con otras naves en aplastante superioridad numérica consiguieron poner fuera de combate a la capitana argentina 25 de mayo.
El 12 de mayo de 1826 el Almirante Rodrigo Pinto Guedes asumió en Montevideo el mando de la flota brasileña en reemplazo de Ferreira Lobo en lo que se denominó como Fuerzas Navales Brasileñas en Operaciones en el Río de la Plata, más conocida como Escuadra del Sur.
Decidido a adoptar una estrategia más agresiva encargó al Capitán James Norton el mando de una escuadra ("División Bloqueo") para cerrar definitivamente el puerto de Buenos Aires, otra al Capitán Frederico Mariath con base en Colonia del Sacramento para reserva y otra al Capitán Jacinto Sena Pereira ("Tercera División") con el mandato de operar por el norte, sobre el Río Uruguay de manera de cortar las líneas de abastecimiento de la fuerza expedicionaria argentina que operaba ya en la frontera de la Banda Oriental y promover la separación de las provincias del litoral.

### Juncal
Brown fue primero en busca de la Tercera División pero después de unas escaramuzas volvió a fortificar la Isla Martín García para dificultar la intervención de la División Mariath. En efecto, las órdenes del Capitán Mariath, al frente de un escuadrón de diez barcos, consistían en superar Martín García, tomar la retaguardia de la escuadra argentina y reforzar a la Tercera División de ser preciso.
Mariath intentó un tímido avance sobre el canal entre Martín García y la Banda Oriental pero el temor de los bancos de arena, el cañoneo de las baterías móviles en la isla y el rápido avance de la pequeña flotilla argentina lo hizo desistir.
Cuando la Tercera División empezó a bajar por el Río Uruguay para encontrarse con Mariath, Brown salió a su encuentro y el 8 y 9 de febrero de 1827 en la Batalla de Juncal la escuadra brasilera fue completamente destrozada, sobreviviendo solo dos de diecisiete buques.
Si bien Mariath estaba al tanto de la batalla, dado que los cañones se oían a bordo e incluso en Colonia, el intento de forzar el paso fue insuficiente y la aproximación era en demasía lenta y cautelosa. Mariath envió en vanguardia una goleta para verificar las aguas del Canal del Infierno, del lado este de la isla.

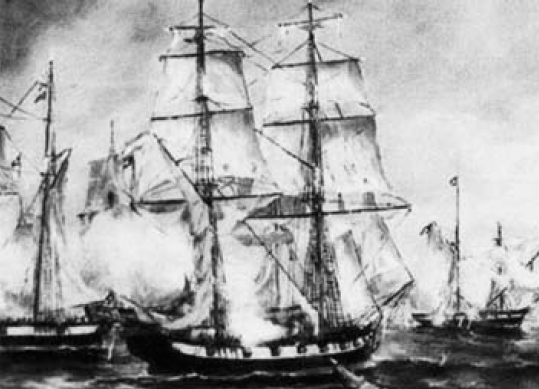
Batalla de Juncal.

La guarnición argentina desplazó al este las baterías móviles de cañones livianos de a 9 para cubrir un posible desembarco, lo que teniendo en cuenta las escasas fuerzas republicanas hubiera sido difícil de evitar. Pero no era la estrategia de Mariath. La goleta brasileña encalló y fue imposible reflotarla, por lo que Mariath descartó el canal interno como vía de avance. En vez de revertir sobre el canal oeste, o intentar forzar nuevamente el paso por el Canal del Infierno, que su piloto juzgaba posible, o tomar por asalto la isla, el comandante brasileño inició un intercambio de fuego de artillería con las baterías de Martín García, sin resultado alguno, hasta que la tormenta le obligó a suspenderlo.
Así, el día 9 de febrero mientras la Tercera División era aniquilada, la División Auxiliar permanecía a corta distancia sin intervenir. El 10 de febrero decidió finalmente retirarse en dirección a Colonia del Sacramento, adonde arribaría recién una semana después.

### Guerras civiles

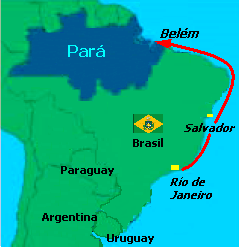
Revuelta de Cabanagem.

En 1835 estalló una sublevación en Cabanagem, en Pará. Los rebeldes tomaron la capital provincial, Belém, por lo que el gobierno envió una fuerza conjunta del Ejército y la Marina. Si bien recuperaron la ciudad, la rebelión continuó en el interior y los rebeldes cabanos la reconquistaron en agosto de ese mismo año.
El Capitán de Fragata Frederico Mariath fue enviado como reemplazante del Jefe de la División Naval, John Taylor. La Marina bloqueó el puerto y bombardeó las posiciones rebeldes, mientras desembarcaba tropas del ejército y enviaba avanzadas por los ríos del territorio.
Desgastados, los rebeldes abandonaron Belém y se retiraron al interior, con lo que la lucha se extendió hasta 1840.

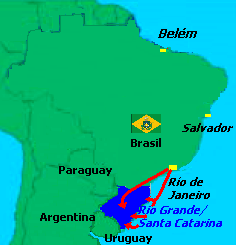
Guerra dos Farrapos.

En 1835 estalló también una revuelta republicana en el sur de Brasil, en el estado de Río Grande do Sul que fue conocida como Guerra dos Farrapos.
En 1838 el gobierno imperial nombró a Mariath como Comandante militar en la provincia de Santa Catarina para enfrentar a los revolucionarios. La revuelta se extendió a este último estado donde se constituyó la República Catarinense.
El 15 de noviembre de 1839 al mando de una flota de 13 navíos, con 33 cañones y cerca de mil hombres Mariath derrotó en Barra de Laguna a las fuerzas republicanas al mando de Garibaldi.